# David Ehrenreich
Pour les articles homonymes, voir Ehrenreich.
David Ehrenreich (prononcé [ɛ.ʁən.ʁajʃ ] en français) est un astrophysicien français, professeur associé à l'Université de Genève au sein de l'équipe Exoplanètes de l'Observatoire de Genève et scientifique de la mission CHEOPS,.

## Recherche scientifique
Docteur ès sciences, David Ehrenreich étudie les exoplanètes et en particulier leur atmosphère afin de détecter d'éventuelles traces de vie extraterrestre. Il observe ces planètes lorsque, depuis la Terre, elles transitent devant leur étoile : ce faisant, la lumière de l'étoile passe à travers l'atmosphère de la planète et est absorbée et diffusée par celle-ci. Son travail et principal intérêt de recherche consiste à observer par spectroscopie et à modéliser ces phénomènes qui permettent de déterminer les propriétés de l'atmosphère de ces planètes.
David Ehrenreich travaille également sur le projet de satellite CHEOPS, la prochaine mission spatiale européenne liée aux exoplanètes. Il collabore également au pôle de recherche national PlanetS, dont il est le leader du sous-projet 3.2 « Modélisation » du projet 3 « Atmosphères planétaires »,,.

## Études et carrière scientifique
David Ehrenreich a obtenu son doctorat en astrophysique en 2007 à l'Université Pierre-et-Marie-Curie, à Paris, après avoir effectué un master en astrophysique dans la même université (2004) et un master en ingénierie à l'EPF à Sceaux (2002). Il travaille à l'observatoire de Genève (département d'astronomie de l'Université de Genève) depuis 2012. Il est le mission scientist du télescope spatial CHEOPS.

## Au sein de l'UAI
David Ehrenreich est un membre actif de l'Union astronomique internationale. Au sein de cette dernière, il fait partie de la division F « Systèmes planétaires et bioastronomie » et en particulier des commissions 16 « Étude physique des planètes et des satellites », 51 « Bioastronomie » et 53 « Planètes extrasolaires (WGESP) »

## Distinctions et récompenses
En 2011, David Ehrenreich est le lauréat du prix Pierre-et-Cyril-Grivet, un des grands prix de l’Académie française des sciences,.